# Baby Can Dance
Baby Can Dance je slovenska alter-rock skupina, ki je delovala v devetdesetih letih dvajsetega stoletja.
- Branka Smodiš - vokal
- Dragan Tomaševič - kitara
- Boris Samec Ruževič - bas kitara
- Robert Zupančič - bobni